# Bergendy István
Bergendy István (Szolnok, 1939. október 8. – Budapest, 2020. december 14.) Liszt Ferenc-díjas magyar zeneszerző, szaxofonos, énekes, a Bergendy-együttes zenekarvezetője, Bergendy Péter bátyja.

## Élete
Szülei Bergendy István és Patai Julianna. Ősei Franciaországból vándoroltak a forradalom elől Lengyelországba, majd amikor Napóleon azt is elfoglalta, továbbköltöztek a Felvidékre.
A szolnoki Verseghy Ferenc Gimnáziumban érettségizett 1958-ban. Utána a Műegyetemen autómérnöknek tanult. Első hangszeréül a harmonikát választotta. 1961–64 között Bartók Béla Konzervatóriumban tanult klarinétozni, Meizl Ferenc tanítványaként. Az ötvenes években a Szolnoki Dózsa csapatában vízilabdázott.
Fellépett a Műegyetem Szimfonikus Zenekarában, Tóth Zoltán big-bandjében és a Közgáz ifjúsági dzsesszegyüttesében. Testvérével, Péterrel 1958-ban, a Közgáz Klubban megalapították a Bergendy-együttest. 1959-ben eleinte Gonda Jánossal a Kelényi-zenekarban lépett fel, majd mint blattoló muzsikus Holéczy zenekarában külföldön turnézott, Chappy utolsó big-bandjében, valamint az Állami Hangversenyzenekarban és az István Gimnázium Szimfonikus Zenekarában klasszikus szaxofonszólókat játszott. 1970-ben újjászervezték a zenekart. Bergendy különbözni akart zenésztársaitól, ezért 1971 nyarán leborotváltatta a fejét, s a továbbiakban mindvégig kopasz maradt.
A nyolcvanas évek elején megalakította a Bergendy Koncert-, Tánc-, Jazz- és Szalonzenekart, 12 taggal; a formáció 2009 októberétől kisebb létszámmal működött.
Halálhírét a család 2020. december 14-én közölte: a zenész a COVID–19 szövődményeiben hunyt el.

## Magánélete
1966-ban házasságot kötött Váradi Judittal. Két gyermekük született: István (1971) és Barbara (1976).

## Lemezei
- Lásd: Bergendy-diszkográfia

### Filmszínészként
- Kémeri (1985)

### Zeneszerzőként
- Süsü, a sárkány kalandjai (1976–84)
- Futrinka utca (1980)
- Mentsük meg Bundert Boglárkától (1984)
- Lutra (1986)
- Már megint a 7.B! (1986)
- A világ legrosszabb gyereke (1987)
- Kártyaaffér hölgykörökben (1987; Zenés TV-színház)
- Süsüke, a sárkánygyerek (2001)
- Virágos kedvemért

## Díjai, elismerései
- Aranygitár (1963)
- eMeRTon-díj (1993)
- MSZOSZ-díj (1996)
- A Magyar Köztársasági Érdemrend kiskeresztje (1997)
- Inter-Lyra-díj (1997)
- eMeRTon-díj (2000)
- Hungaroton életműdíj (2001)
- Aranyalma díj (2004)
- Artisjus Életmű-díj (2005)
- A Magyar Köztársasági Érdemrend tisztikeresztje (2009)[8]
- Liszt Ferenc-díj (2011)